# Oberea posticata
Oberea posticata är en skalbaggsart som beskrevs av Charles Joseph Gahan 1894. Oberea posticata ingår i släktet Oberea och familjen långhorningar.
Artens utbredningsområde är:
- Myanmar.
- Nepal.
- Taiwan.

Inga underarter finns listade i Catalogue of Life.